# Фриденсрајх Хундертвасер
Фриденсрајх Хундертвасер (рођен као Friedrich Stowasser; 15. децембар 1928, Беч — 19. фебруар 2000, брод Квин Елизабет 2) био је аустријски уметник.

## Биографија
Хундертвасер је рођен под именом Фридрих Стовасер. Био је јединац из мешовитог брака. Након што му је отац преминуо 1929. године, кад је имао само годину дана, у холокаусту су му страдали сви рођаци с мајчине стране. Њега и мајку Елсу од смрти у рату спасило је само очево порекло и чињеница да је служио у аустријској војсци.
Са само пет година почиње откривати уметност и ради прве цртеже. Године 1936. уписује се у Монтесори школу, али је напушта након године дана због финансијских проблема. У школи уочавају његов необични смисао за боје и облике. Године 1948. уписује Академију ликовних уметности у Бечу, у класи Робина Христиана Андрерсена. Након што је прикупио основна знања о пропорцијама тела, цртању акта и копирању из природе, напушта академију јер сматра да му она више ништа не може понудити.
Убрзо посјећује изложбу Егона Шилеа, чији је рад имао велики утицај на њега, за разлику од формалног образовања и ту га импресионирају боје, као и живост и хуманост грађевина које приказује на сликама. Такође га фасцинирају дела Валтера Кампмана и његово приказивање стабала као да су људска бића. Ова два сликара имала су подједнаки утицај на Хундертвасера као и велики мајстори попут Паула Клеа и Густава Климта.
Године 1949. путује у Италију а затим одлази у Париз, где остаје кроз 1950. годину. Одлазак у Париз био је пресудан и снажно је утицао на његов живот и рад.
Постао је светски познат већ од касних 60-их година, јер након боравка у Паризу следе непрестане изложбе, предавања и перформанси.
Од времена када је насликао своју прву спиралу, 1953. године у атељеу свога пријатеља Ренеа Броа, Хундертвасер је учврстио своју визију света и свој однос према спољашњој стварности. Био је то однос осмишљен као осмоза, постепени прелаз који следи нивое свести, а у својем је средишту увек имао своје „ја“. Сликарски симбол спирале представља биолошку метафору. Равне линије називао је „ђавољим оруђем“. Своју уметничку теорију назвао је „трансаутоматизам“, а била је заснована на надреалистичком аутоматизму, али се фокусирала на искуство гледаоца.

## Име
Много је пута мењао своје име. Први пут мења презиме из Стовасер у Хундертвасер –сто вода. У води види уточиште, место на које увек може побећи. Док је 1961. живео у Јапану променио је име из Фриедрих у Фридерих, затим у Фридереих, те на крају у Фриденсреих, а често се називао и господин Регентаг или капетан Регентаг по свом једрењаку. Брод је назвао Регентаг, односно - кишни дан, због лепоте боја које се могу видети у киши и јер су кишни дани једини дани кад може радити, кад је сретан. На крају је додао још једно име, Дункелбунт – тамно-шарен. Рекао је да има толико имена јер он у себи носи више особа — сликара, архитекта...

## Дело
Бавио се сликарством, скулптуром, архитектуром, као и уређивањем фасада, дизајном поштанских маркица, плаката, одеће и застава. Био је велики борац за очување природе, што је показивао и кроз своје радове. Противник правих линија ("Људи, као и сва жива бића, саграђени су од ћелија. Ако ћелије уоче нешто што није органска форма одашиљу алармантне сигнале мозгу, што изазива разна обољења, укључујући и она канцерогена. Права линија потпуно је страна људском роду, супротност животу и свему што постоји. Она је фикција на којој се темељи наша цивилизација. Појавила се код људског рода са циглом и модуларном конструкцијом, а њена крајња последица су модерна архитектура и дизајн."), у својим радовима користио је јарке боје, органске форме.
На моделу "Highrise Meadow House", у Бечу, Хундертвасер је указао на могућности узгајања биљака и дрвећа у самом средишту града. Истицао је како је градња таквих кућа јефтинија него што се чини, а основни циљ су срећа и задовољство оних који у њој живе. Модел се састојао од три бетонска блока, наравно кружна, с међусобно различитим и несиметрично постављеним прозорима на бетонским стубовима. На равним крововима тако одвојених спратова засађени су трава, цвеће и дрвеће, а краве су се лифтовима довозиле на такве зелене површине. Зу би се одлагала земља из органских тоалета (још један његов изум) и на њој би могле да се одгајају различите врсте воћа и поврћа. Уједно би се таквом конструкцијом решио и одвод јер би се искоришћена вода црпила на врх, па би се спиралним каналима спуштала низ грађевину и притом прочишћавала. Да идеја није толико сулуда и немогућа најбоље сведочи неколико Хундертвасерових реализованих пројеката, као што је Дечји центар у Хедерхајму, који је саградио Alfred Schmid према сликаревим замислима 1988. године.